# Campeonato Mundial de Esquí Alpino de 1989
El XXX Campeonato Mundial de Esquí Alpino se celebró en la localidad de Vail (Colorado, Estados Unidos) entre el 2 y el 12 de febrero de 1989 bajo la organización de la Federación Internacional de Esquí (FIS) y la Asociación Estadounidense de Esquí.

## Resultados

### Masculino
| Evento                  | Oro                                  | Plata                               | Bronce                               |
| ----------------------- | ------------------------------------ | ----------------------------------- | ------------------------------------ |
| Descenso (06.02)        | Hansjörg Tauscher RFA 2:10,39        | Peter Müller · Suiza · 2:10,58      | Karl Alpiger · Suiza · 2:10,67       |
| Eslalon (12.02)         | Rudolf Nierlich · Austria · 2:02,85  | Armin Bittner RFA 2:03,29           | Marc Girardelli Luxemburgo 2:03,65   |
| Eslalon gigante (09.02) | Rudolf Nierlich · Austria · 2:37,66  | Helmut Mayer · Austria · 2:39,28    | Pirmin Zurbriggen · Suiza · 2:39,38  |
| Supergigante (08.02)    | Martin Hangl · Suiza · 1:38,81       | Pirmin Zurbriggen · Suiza · 1:39,09 | Tomaž Čižman Yugoslavia 1:39,18      |
| Combinada (03.02)       | Marc Girardelli Luxemburgo 4,72 pts. | Paul Accola · Suiza · 16,26 pts.    | Günther Mader · Austria · 31,49 pts. |

### Femenino
| Evento                  | Oro                                      | Plata                                | Bronce                                 |
| ----------------------- | ---------------------------------------- | ------------------------------------ | -------------------------------------- |
| Descenso (05.02)        | Maria Walliser · Suiza · 1:46,50         | Karen Percy · Canadá · 1:48,00       | Karin Dedler RFA 1:48,01               |
| Eslalon (07.02)         | Mateja Svet Yugoslavia 1:30,88           | Vreni Schneider · Suiza · 1:31,49    | Tamara McKinney Estados Unidos 1:31,66 |
| Eslalon gigante (11.02) | Vreni Schneider · Suiza · 2:29,37        | Carole Merle Francia 2:30,50         | Mateja Svet Yugoslavia 2:31,92         |
| Supergigante (08.02)    | Ulrike Maier · Austria · 1:19,46         | Sigrid Wolf · Austria · 1:19,49      | Michaela Gerg RFA 1:19,50              |
| Combinada (02.02)       | Tamara McKinney Estados Unidos 5,65 pts. | Vreni Schneider · Suiza · 26,63 pts. | Brigitte Oertli · Suiza · 32,88 pts.   |

## Medallero
| Núm. | País           | Oro | Plata | Bronce | Total |
| ---- | -------------- | --- | ----- | ------ | ----- |
| 1    | Suiza          | 3   | 5     | 3      | 11    |
| 2    | Austria        | 3   | 2     | 1      | 6     |
| 3    | RFA            | 1   | 1     | 2      | 4     |
| 4    | Yugoslavia     | 1   | 0     | 2      | 3     |
| 5    | Estados Unidos | 1   | 0     | 1      | 2     |
| 5    | Luxemburgo     | 1   | 0     | 1      | 2     |
| 7    | Canadá         | 0   | 1     | 0      | 1     |
| 7    | Francia        | 0   | 1     | 0      | 1     |
|      | TOTAL          | 10  | 10    | 10     | 30    |